# Айро (персонаж)
Айро, також Іро (англ. Iroh) — персонаж мультсеріалу «Аватар: Останній захисник», створений Майклом Данте ДіМартіно і Браяном Конецько.

## Історія
Айро був первістком Господаря Вогню Азулона і Господині Вогню Айли, онуком Господаря Вогню Созіна. Він був принцом Народу Вогню. В Айро був один син - Лу Тен. Мало відомо про раннє життя Айро.
У серії «Вчителі магії вогню» відкрилося те, що він провідав про воїнів Сонця і побачив справжніх магів вогню, двох драконів - Рана і Шао. Він вів себе гідно, і вони показали йому секрети магії вогню. Айро заявив, що вбив останнього дракона, щоб уберегти їх від небезпеки. За це він удостоївся слави і прізвиська «Дракон».
Адмірал Джао згадував, що він відвідав світ Духів. Це пояснює, що Айро бачив Аанга і Фанга, що летіли у формі духів у серії «Зимове сонцестояння, частина 1: Світ духів». Айро був знаменитим генералом країни Вогню під час війни.
Він узяв в облогу столицю Царства Землі Ба Сінг Се на 600 днів і успішно зруйнував Стіну, яка ще ніколи нікому не піддалася. Але перед тим, як він міг обрушити Внутрішню Стіну, його син Лу Тен був убитий на лінії фронту, і через це Айро припинив продовжувати наступ.
Коли Айро повернувся додому з облоги, його батько, Господар Вогню Азулон, помер за незрозумілих обставин. У принципі Айро був спадкоємцем престолу, але його молодший брат Озай був визнаний новим Господарем Вогню. Він сумував за сином, і тому не змагався за трон. Айро пішов з посади генерала, але все ж був шанований в Країні Вогню.
Його племінник Зуко замінив йому сина, а Айро в свою чергу допоміг йому пережити втрату матері. Три роки тому Айро дозволив своєму улюбленому племіннику піти на військову раду Озая - помилка, через яку він потім каявся.
На раді Зуко сказав все генералу, який хотів пожертвувати цілої дивізією новобранців у битві для здійснення військової тактики. Він переконував не зраджувати бійців. Айро був згоден з думкою молодого Зуко, але Господар Вогню зажадав, щоб принц брав участь у вогненній дуелі Агні Кай за непокору.
Зуко погодився, бо думав, що буде битися проти генерала, якого образив. Але так як Зуко висловився у військовій кімнаті батька, він виявив неповагу до Господарю Вогню і змушений був битися з ним.
Коли Озай жахливо обпік обличчя свого сина, як покарання за його боягузтво і неповагу, Айро відвів погляд, нездатний витримувати таку сцену. Зуко був позбавлений права на престол і висланий з країни Вогню. Проте одна умова могла відновити його честь і дозволити йому повернутися додому.
Зуко повинен був знайти і захопити Аватара, який був єдиною загрозою Народу Вогню. Аватар зник століття тому. Три покоління провели безплідні пошуки, але Зуко вирішив будь-що-будь знайти його. Айро пішов за ним.

### Книга 1: Вода
Зуко прагнув зробити неможливе, і Айро супроводжував його.
Вони провели два роки в морі, марно шукаючи будь-які ознаки столітнього мага повітря, якого описали Мудреці Вогню. Нарешті настав день, коли дивне світло освітило небеса недалеко від берега Південного Полюса. Коли Зуко зайнявся розслідуваннями, він виявив, що Аватар знову з'явився.
Розшукуваним був дванадцятирічний хлопчик, який нещодавно прокинувся після столітнього анабіозу в льоду. Зуко недооцінив його, і тому ніяк не міг зловити. Айро і племінник відстежували Аватара та його друзів. У серії «Зимове Сонцестояння, Частина 1» Айро єдиний побачив Аватара з драконом Року в стані духів.
Попри те, що адмірал Джао відновив його як генерала, Айро зрадив його під час серії «Облога Півночі, частина 2», нападаючи на нього і солдатів, щоб Джао не вбив духа Місяця, Туї, від якого маги води отримували свою силу.
Коли Джао все ж таки виконав своє «завдання», саме Айро переконав принцесу Юї воскресити духа, який колись врятував їй життя.

### Книга 2: Земля
У другому сезоні Айро і Зуко були затавровані як зрадники Народу Вогню. Після цього Азула хотіла заарештувати їх і посадити у в'язницю.
Після втечі від Азули Айро і Зуко обстригли своє волосся. Це позначило їх нове життя - життя втікачів, нездатних повернутися додому. Вони знайшли притулок в столиці Царства Землі, Ба Сінг Се, діючи як безпритульні жебраки.
У той час, як Айро був у змозі пристосуватися до життя в простоті, смиренні та бідності, Зуко крав у людей. Айро спробував переконати свого племінника, що ті, хто зберігає надію перед обличчям тяжкої ситуації, є тими, у кого є справжня сила. Однак Зуко думав інакше.
Вигнаний принц пішов від дядька, але Айро все одно пішов за ним. І коли Азула напала на Зуко, Аанга і його друзів, Айро прийшов на допомогу племіннику, але був сильно поранений. Після одужання Айро вирішив викладати Зуко просунуті методи магії вогню, щоб він зміг перемогти Азулу.
Він спочатку спробував навчити Зуко створювати блискавку, але емоції його племінника перешкоджали тому, щоб він робив успіхи в мистецтві. Замість цього Айро навчив Зуко техніці перенаправлення блискавки, яку він розвивав після вивчення технік магії води. Зуко зажадав, щоб Айро напав на нього з блискавкою так, щоб він міг перенаправити її, але Айро відмовився виконати такий небезпечний тест. 
Айро - член таємного товариства, Ордена Білого Лотоса. Айро і Зуко просили їх допомогти сховатися від майстра Ю і Ксін Фу. В Ордена Білого Лотоса, здається, є принаймні деякий ступінь бюрократичного впливу, оскільки їм вдалося зробити підроблені паспорти та інші документи, щоб таємно провезти Айро і Зуко в Ба Сінг Се. Там вони отримали роботу в чайній лавці.
Під час епізоду «Історії Ба Сінг Се» Айро провів день, роблячи покупки в місті. У цьому епізоді він показаний як учитель, оскільки він надає мудрість і допомогу всім, з ким стикається протягом свого дня.
Він пізніше зробив маленьку поминальну службу за Лу Теном, відзначаючи день народження покійного сина і жалкуючи, що не допоміг йому. Після того, як Айро дали шанс керувати власним магазином чаю, у Зуко з'явилися інші плани.
Коли останній намагався захопити Аппу, Айро протистояв племіннику і велів йому швидше припиняти намагатися жити в пошуках Аватара. Айро переконав Зуко кинути свій псевдонім - Синя Маска. Він залишився упевненим в племіннику і вважав, що він стане принцом, яким і має бути.
Через цей вчинок він захворів, Айро виходжував його і був дуже радий, коли все закінчилося. Але коли Азула запропонувала Зуко шанс відновити честь, він погодився, не зважаючи на протест дядька. Айро був останнім захистом пораненого Аанга і Катари, і допоміг їм втекти.
Дядько зустрівся очима із Зуко, висловлюючи невдоволення рішенням свого племінника.

### Книга 3: Вогонь
В епізоді «Пов'язка на голову» Зуко таємно відвідав Айро у в'язниці в башті. Принц намагався поговорити зі своїм дядьком, але той відвернувся від племінника, нічого не сказавши.
Зуко пізніше приніс їжу Айро і просив допомогти йому. Дядько продовжував зберігати мовчання, змушуючи Зуко сердитися. Єдина сльоза тоді скотилася по обличчю в'язня, коли Зуко заявив, що сам вирішить свої проблеми: Айро підозрював, що спосіб племінника виявиться не зовсім чесним.
Коли тюремний начальник Пун приніс Айро обід, він дражнив ув'язненого, який не відповідав і робив вигляд, що зійшов з розуму: колишній генерал почав зішкрібати з землі їжу і жадібно її їсти, але як тільки Пун пішов, він став серйозним і спокійно закінчив трапезу.
Айро багато ображали, але він не губився і, коли тюремник йшов, брався тренуватися, зокрема, робити підтягування. Таким чином він підтримував фасад самотності і відчаю перед Пуном, і тюремник не запідозрив, що Айро зумів розвинутися до вражаючої фізичної форми.
У серії «Аватар і Господар Вогню», Зуко прийшов до в'язниці і звинуватив Айро в тому, що той послав йому повідомлення з помилковою інформацією. Він вимагав розповісти про смерть Созіна.
Айро зізнався, що послав повідомлення, і пояснив, що Зуко повинен був дізнатися про смерть іншого свого прадіда: не Созіна - по батьківській лінії, а по лінії матері - Аватара Року.
Він дістав корону, яку Созін подарував Року, і віддав її приголомшеному Зуко, пояснюючи, що, оскільки він нащадок Року і Созіна, у нього є шанс спокутувати гріхи їхньої родини. Як йому вдалося принести цю річ у в'язницю, невідомо.
У серії «День Чорного сонця, частина 1: Вторгнення», Айро порадив Вартовій Мінг залишити в'язницю і піти додому, натякаючи, що дещо трапиться. У «День Чорного сонця, частина 2: Затемнення», Айро виламав ґрати й одноосібно переміг начальника Пуна і всіх інших вартових.
Шокований Пун сказав Зуко, який мав намір звільнити свого дядька, що Айро був схожий на «армію однієї людини». Зуко втік, щоб приєднатися до Аватара і, мабуть, припускав, що дядько в безпеці. Тепер Зуко був глибоко стурбований зрадою дядька.
Коли Аанг зник перед прибуттям Комети Созіна, Зуко спробував розшукати Аватара, найнявши Джун, а коли це не вдалося, вирішив розшукати дядька. Айро був знайдений в Ба Сінг Се з Орденом Білого Лотоса. Він приємно здивувався, коли Зуко постав перед ним і попросив вибачення. Айро заявив, що він ніколи не був розсерджений на нього, тільки сумував, що він заблукав, але щасливий, що Зуко пішов правильним шляхом. 
Айро сказав, що не хоче битися з Озаем, бо не знає, міг би він перемогти чи ні, і тому, що брат, що вбиває брата за владу - це безглузде насильство. Коли Зуко запитав Айро, чи стане дядько новим Господарем Вогню пізніше, він відповів, що новим Господарем Вогню повинен стати «ідеаліст з чистим серцем і безсумнівною честю», тобто Зуко. Але він попередив, що Азула буде його чекати, і Зуко тоді попросив допомоги в Катари, щоб перемогти сестру.
Айро бився за Ба Сінг Се і йому пробачили те, що він колись напав на столицю Царства Землі. Він колись хотів завоювати її для країни Вогню, але замість цього відвоював місто у неї. Після коронації Зуко Айро знову відкрив чайну «Жасминовий Дракон». 

## Після Смерті
Невідома коли Айро помер але його душа потрапила у світ духів. Де він контактує з духами теж п'є чай та грає у пай шо. Зустрічає нового Аватара  Кору яка потрапила у світ духів щоб врятувати  та знайти свою подругу Джинору. Та він пропонує їй чай та гру у Пайшов. Але Кора розлютилась що її не подобається світ духів і Айро пояснив її що світ духів реагує на її емоції. І вони теж стають злі.  Пізніше  Айро зустрічають  всі діти Аанга Тензін Бумі Кая якого вони бачили живого 40 років тому  та здивувалися.Перед тим як зв'язатись з Захіром Кора знову зустріла Айро, Потім Кора повідомила його племіннику Зуко  що вона розмовляла з ним.

## Особистість
Спокійний, доброзичливий і добродушний, Айро розглядав добровільну відставку, як довгу відпустку. Він зосередився більше на відпочинку й розвагах, ніж на переслідуванні Аватара. Однак за спокійною зовнішністю знаходиться мудрець, випробуваний в шляхах світу, загартований і підступний стратег, сильний маг вогню.
Айро особливо любить чай, гру Пай Шо і приємну музику. Жасминовий чай - його улюблений. Айро люблять за його іноді загадкові прислів'я й довгі анекдоти. Незважаючи на його вік, Айро може фліртувати з жінками, які молодші його (як із Джун). У Книзі 1 і 2 Айро та Зуко здебільного подорожують разом. Він також давав поради Аангу і Тоф.
У серії «Зимове Сонцестояння, Частина 1: Світ Духів», Айро - єдиний, хто побачив Аватара і дракона Року у світі духів. А в серії «Облога Півночі, Частина 2», зауважив, що принцесу Юі «торкнувся дух Місяця» - Туї, і в ній живе його частинка. Юі відродила Дух, прихований в ній з народження, тим самим відновивши рівновагу стихій. Тоді ж він проявив себе, як прихильник підтримки балансу між елементами, виступивши проти адмірала Джао.
Айро двічі прикривав відхід Команди Аватара у фіналах першої та другої книги. В Айро немає ніякого бажання влади. Він скоро відкинув звання генерала. Він заявляє, що «немає нічого неправильного в простому житті миру і процвітання». Також демонструє оцінку всіх культур та повагу до них. Це частково відбувається завдяки його подорожі до світу Духів, яка залишила його з певним духовним розумінням. 
У листі, написаному під час осадження Ба Сінг Се членам королівської сім'ї, він висловлював сподівання, що вони зможуть побачити місто, якщо тільки він не спалить його дотла. Неясно, коли саме Айро поїхав у світ Духів і коли він зустрів драконів, виявившись гідним вивчити секрети магії вогню.
Таким чином, невідомо, наскільки ці події змінили Айро; невідомо, чи завжди він був мирнішою людиною, ніж його батько і брат, або став таким. 

## Озвучування персонажа
В оригінальній версії персонаж Айро був озвучений двома акторами: Мако (перший сезон) і Грегом Болдуіном (другий і третій сезон).

 У титрах міні-серії «Історія Айро» (15-й епізод другого сезону) було вказано, що вона присвячена пам'яті Мако. Та у Легенді про Кору на честь нього назвали головного персонажа мага вогню Мако.

## Цікаві факти
- Його племінник Зуко назвав у честь нього свого онука Айро. Його майбутній нащадок теж володіє блискавкою.
- На відміну від свого молодшого брата Озая, який жорсткий і хоче захопити владу, дуже добрий.
- Любить давати поради.
- Ладнає з Тоф.
- Мріє відкрити свою чайну.
- Був проти, коли  війська вогню хотіли знищити місяць.
- Розказав Зуко, що його прадід Аватар року.
- Пробачив Зуко, коли він його зрадив заради батька.